# Mauna Loa Lookout
Le Mauna Loa Lookout est un kiosque d'information faisant aussi office de point de vue panoramique dans le comté d'Hawaï, à Hawaï, aux États-Unis. Protégé au sein du parc national des volcans d'Hawaï, il est situé à 2 031 m d'altitude sur les pentes orientales du Mauna Loa, au point de rencontre entre la Mauna Loa Road et le Mauna Loa Trail.
L'édicule a été construit par le Civilian Conservation Corps dans le style rustique du National Park Service en 1937-1938 et il était alors considéré comme un trailside museum. C'est une propriété contributrice au district historique centré autour de la route qui le dessert et qui a été créé le 14 janvier 2015.